# 外舘友樹
外舘友樹（1991年5月24日 - ）は、新潟県三条市出身の放送作家・構成作家・リサーチャーである。
主にバラエティ番組のリサーチを担当し、自身も企画・構成に携わっている。

## 人物
新潟県三条市に生まれ幼少期は東京都清瀬市で育つ。
高校を卒業後、東放学園専門学校・放送芸術科に進学し作家としての活動をスタート。
作家になるまでは FMNACK5の人気ラジオ「おに玉」ではがき職人として活動していた。
現在、バラエティ番組におけるリサーチを担当している。